# Emil Anka
Pour les articles homonymes, voir Anka.
Dans le nom hongrois Anka Emil, le nom de famille précède le prénom, mais cet article utilise l’ordre habituel en français Emil Anka, où le prénom précède le nom.

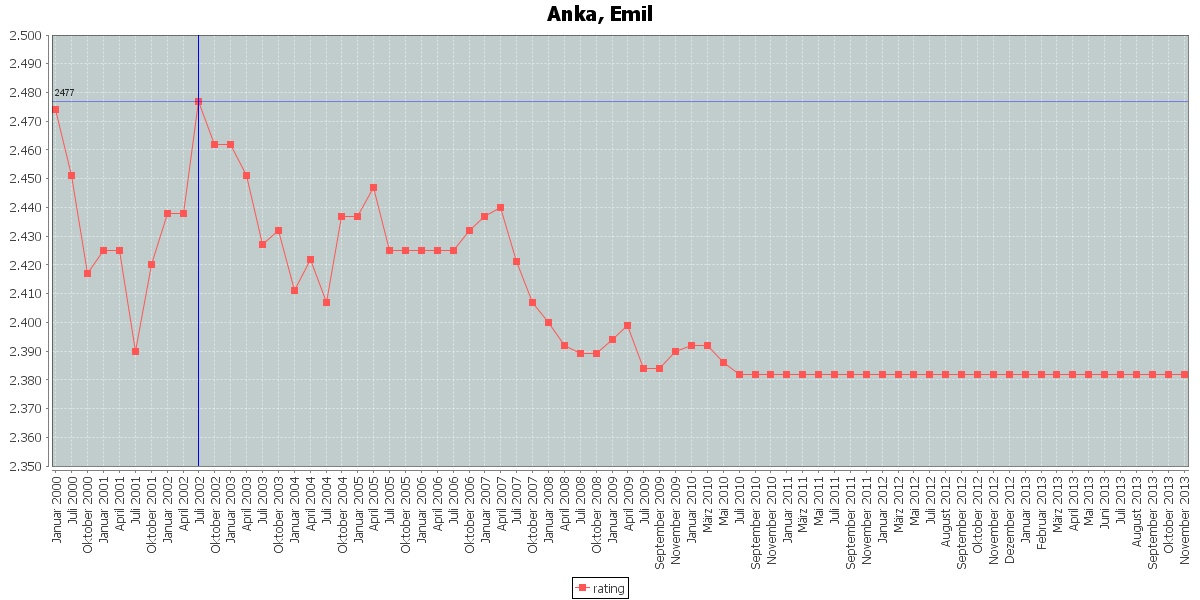
Évolution du classement en Elo d'Emil Anka

Emil Anka (né le 20 janvier 1969) est un grand maître d'échecs hongrois.
Il s'installe aux États-Unis en 2010 et vit à Kirkland, Washington. Il enseigne également les échecs et organise des tournois d'échecs locaux,,.

## Carrière aux échecs
Il est l'élève de Béla Perényi, maître international décédé jeune. Après la mort de son maître, Anka organise des concours commémoratifs Emil Perényi en 1992, 1993, 1997, 1998 et 2000.
En 1987, il remporte le championnat national des moins de 20 ans. Il obtient le titre de maître international en 1990, et de grand maître international en 2001. Il remplit le standard de grand maître en 1998 à l'Open de Vienne, puis en 2000 et 2001 au Elekes Memorial Tournament pour la deuxième et la troisième fois.
En 1996, il remporte la première place au concours First Saturday (FS08 IM) à Budapest et ,en 1997, il termine à égalité pour la 3e place à l'Eger Open. En 1999, il est premier ex aequo au concours Bischwiller-A, et ex aequo pour la 3e place au concours commémoratif d'Elekes.
En 2000, il termine 3e à Valjevo, puis remporte le concours commémoratif Erkel à Gyulán, et remplit de nouveau le standard de grand maître au concours commémoratif d'Elekes, qu'il remporte en 2001. En 2002, il prend la première place au Trinec Open, et arrive troisième au Elekes Memorial Tournament. En 2003, il remporte le Schneider Memorial Competition.
En 2004, il termine à égalité pour la première place du tournoi commémoratif Arthur Dake et du tournoi Grandmaster de la Coupe Paks.
Après 2004, il ne participe qu'à des compétitions plus petites et à des championnats par équipes, il participe en tant que juge à plusieurs grandes compétitions et poursuit sa carrière d'entraîneur. Depuis juillet 2010, il participe à certains tournois locaux américains qui ne figurent pas dans les records de la FIDE. Son dernier score Live enregistré par la FIDE est de 2382. Son score le plus élevé est de 2487, qu'il obtient en juillet 1999. Il est certifié « Life Master » par la Fédération américaine des échecs.